# 金元鳳
金元鳳（1898年3月13日—1958年11月），号若山（약산），又名金若山，朝鲜独立运动家，朝鲜民主主义人民共和国政治人物，义烈团和朝鲜义勇队创始人，曾任朝鲜民族革命党党首，韩国光复军副司令，大韩民国临时政府军务部长，朝鲜民主主义人民共和国第一任监察相、劳动相、朝鲜劳动党中央委员、最高人民会议常任委员会副委员长等职。

## 早年
1898年3月13日（一说1898年8月13日），金元凤出生于朝鲜庆尚南道密阳郡北面甘川里的一个农民家庭，8岁开始在同和学堂学习汉文，16岁时入读爱国志士在京城创办的中央学校。此后，他回到家乡组建习武团，广交各地抗日志士。1916年，他为能去德国学习军事，来到中国天津德华学堂学习德文。次年中国加入协约国对德宣战后，德华学堂被关闭。1918年9月，他前往南京金陵大学学习。1919年三一运动后，金元凤加入了韩国志士在满洲创办的新兴武官学校。:279-281:139

## 义烈团
1919年11月9日，他与尹世胄、梁健浩等共13人在吉林城巴虎门外一个姓潘的中国人家里成立义烈团，并任团长。义烈团起初以“驱逐倭寇，光复祖国，打破阶级，平均地权”为纲领，并制定了“五破坏”（破坏日本各警察署、朝鲜总督府、东洋拓展会社、《每日申报》社、日军其它行政机关等）和“七可杀”（ 杀朝鲜总督以下高管、日本军部首脑、台湾总督、卖国贼、亲日派巨头、敌探、背叛民族的土豪劣绅等）的行动目标:282-284:140。1923年1月，申采浩应金元凤的请求为义烈团起草了宣言——《朝鲜革命宣言》，指明暴力斗争是解放朝鲜的唯一途径:268。
根据义烈团1928年11月发表的《建团九周年纪念宣言》，义烈团先后组织了大小23起暗杀和暴力斗争。由于力量对比悬殊，义烈团的暴力斗争成功率很低。1926年起，金元凤开始停止暴力斗争的手段，寻求其它斗争方式。此时正值中国出现第一次国共合作，许多朝鲜革命者前往广州，参加中国的大革命。1926年春，他与其它义烈团成员18人在陈果夫的介绍下从上海赴广州黄埔军校学习。1927年1月，他黄埔军校第四期毕业后，曾被留校任下级军官。:284-286:140-141。

## 培养人才
1926年中山舰事件后，蒋介石开始镇压中国共产党，国共合作失败。金元凤先是返回上海，后又去往北平。1928年，他与朝鲜共产党ML派领导人安光泉在北平创办了列宁干部学校，培养在华韩籍青年。同年，朝鲜共产党ML派在举行第三次代表大会时遭日军警一网打尽。此后金元凤转而寻求与已完全控制政局的中国国民党合作。:286:141

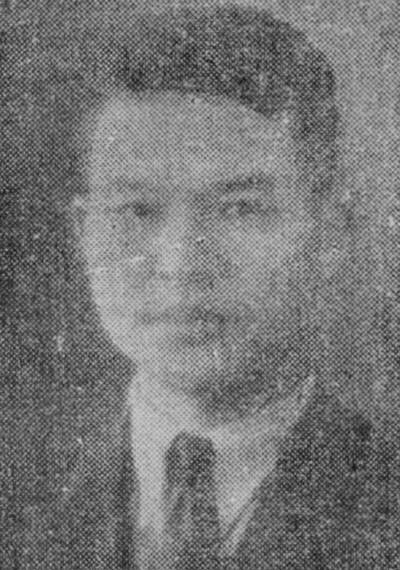
1930年代的金元凤

1932年10月20日，金元凤通过黄埔军校校友获得国民政府的帮助，在南京汤山善祠庵创办朝鲜革命干部学校。1933年4月22日，首批26名学生毕业，被派往上海、北平、满洲和朝鲜国内从事抗日工作。由于学校被日本特务发现，朝鲜革命干部学校第2期迁至南京郊外的江宁镇。此后，由于日本人对国民政府的施压，学校多次迁址。1935年，朝鲜革命干部学校培养3期约130名学员后，被迫停办。但金元凤一直与中国军方保持联系，视机培养朝鲜独立运动人才。:286-289:141-143

## 朝鲜民族革命党
在培养朝鲜独立运动人才的同时，金元凤还致力于构筑朝鲜各独立运动团体的统一战线。1932年10月25日，义烈团与朝鲜革命党、韩国独立党、韩国革命党、韩国光复团在上海召开会议，决定联合北美大韩独立党、大韩人国民总会、纽约大韩人侨民团、夏威夷大韩人国民会成立“韩国对日战线统一同盟”。同年11月24日，该同盟与中国共产党领导的中华民众自卫大同盟联合成立“中韩民众大同盟”。:289-290:144
华北事变后，金元凤感到松散的协议组织不利于应对当时的局势，有必要成立统一的政党。1935年7月4日，在他的推动下，义烈团与朝鲜革命党、韩国独立党、新韩独立党、大韩独立团在南京联合成立“朝鲜民族革命党”，党员人数676人，成为当时在华韩国独立运动第一大党。金元凤任该党总书记兼组织部长。1936年4月，朝鲜民族革命党已在中国各地和汉城先后建立起7个支部，还创办了机关报《民族革命党党报》。:290-291:144-145
由于朝鲜民族革命党内部组织相对松散，成立不久后出现了左右派纷争。右派认为义烈团在将朝鲜民族革命党引向共产主义方向。韩国独立党、新韩独立党、朝鲜革命党、大韩独立团在1937年初先后退党。朝鲜民族革命党实为义烈团独自掌权:392-393:291。1937年7月，中国抗日战争全面爆发后，朝鲜民族革命党在同年11月12日与共产主义派的朝鲜民族解放同盟（金奎光、朴健雄领导）、无政府主义派的朝鲜革命者同盟（柳子明领导）在汉口共同成立“朝鲜民族战线联盟”，形成在华韩国独立运动左翼的大联合。金元凤、金学武、金奎光、柳子明4人当选该联盟理事。尹世胄等5人担任干事:292-293:201-202。

## 朝鲜义勇队

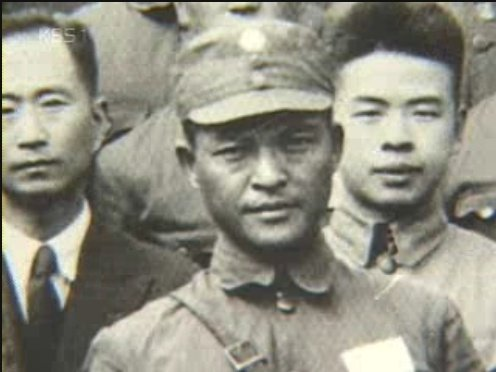
成立朝鲜义勇队时的金元凤

1938年10月10日，金元凤以朝鲜民族革命党为基础在汉口成立“朝鲜义勇队”。金元凤任队长。朝鲜义勇队成立之初有队员约百人，由两个区队组成。朴孝三和李益凤分任区队长。朴孝三的队伍活动在湖南、江西一带。李益凤活动在安徽、河南一带。1939年10月，朝鲜义勇军的2个区队扩编成3个支队，共314人。:294-296:147-149
1938年至1940年，朝鲜义勇队转战于国民党的6个战区13个省份，在战争前线开展抗日宣传，参加了武汉会战，以及昆仑关、中条山等战役。1939年7月，一贯反对大韩民国临时政府的金若山在蒋介石的撮合下与金九联合发表了《告统治同胞书》:126。
1940年初，抗日战争进入相持阶段。侵华日军调集60%的军力和汪精卫的全部部队对中共领导的新四军和八路军进行“大扫荡”。与此同时，蒋介石对中共也发动了皖南事变。朝鲜义勇队左派北上加入到中共的抗日队伍。金元凤虽然支持朝鲜义勇军北上，但由于各种原因的束缚留在了重庆。1940年9月，蒋介石在重庆扶植大韩民国临时政府成立“韩国光复军”。1942年5月15日，留在重庆的朝鲜义勇队被收编为韩国光复军第一支队。金元凤被任命为韩国光复军副司令。1944年4月，金元凤开始兼任大韩民国临时政府军务部长。:126:396-397:298-300

## 抗战胜利后

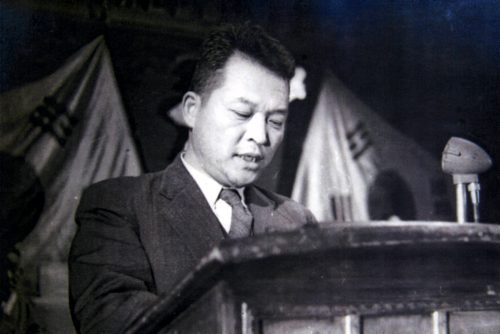
1948年的金元凤

1945年8月15日日本无条件投降后，金元凤于同年12月2日作为大韩民国临时政府第二批要员回国。在此之前，同年9月7日成立的朝鲜人民共和国已将他推选为国防部长。光复后的韩国很快陷入以朝鲜共产党为代表的左翼势力和以韩国民主党为代表的右翼势力的对峙。金元凤与朴宪永、吕运亨、许宪四人被左翼“民族战线”推选为共同议长。1947年3月，美军政府镇压民族战线，逮捕2076人。金元凤也被逮捕并送至美军政府军事法庭。金元凤作为民族独立英雄被逮捕引发轩然大波。同年4月9日，美军迫于舆论压力将他无罪释放。不过右翼势力和美军政府对左翼的镇压却有增无减。同年7月，吕运亨在街头被枪杀。此后在“八一五”前夕，有1000多名左翼人士被“预防”逮捕。:275-279
1948年4月，金元凤与金九、金奎植等左翼领导人前往平壤参加南北政党社会团体联席会议。此后，他留在平壤，参与了朝鲜民主主义人民共和国的筹建，并担任首届内阁国家监察一职。1952年月，他开始担任朝鲜劳动党劳动部长，1956年4月被选为劳动党中央委员，1957年9月任最高人民委员会常任委员副委员长。1958年3月，金元凤在他60岁生日之时被朝鲜政府授予劳动勋章。同年9月，金元凤辞去所有公职隐退，一说是被肃清，一说是名义隐退。:279-280

## 家庭

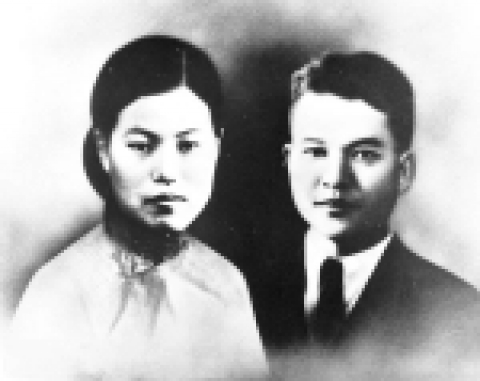
金元凤与首任妻子

- 第一任妻子朴次貞：韩国独立运动家，1939在对日战争中受重伤，后于1944逝世[1]
- 第二任妻子崔東仙：原为金元凤的秘书，两人生有两子[1]

## 影视作品
- 2015年韩国电影《暗杀》（曹承佑饰演金元凤）
- 2019年韩国MBC电视剧《异梦》（刘智泰饰演金元凤）